# Padirac
Padirac – miejscowość i gmina we Francji, w regionie Oksytania, w departamencie Lot.
Według danych na rok 1990 gminę zamieszkiwało 160 osób, a gęstość zaludnienia wynosiła 18 osób/km² (wśród 3020 gmin regionu Midi-Pyrénées Padirac plasuje się na 903. miejscu pod względem liczby ludności, natomiast pod względem powierzchni na miejscu 1175.).